# William Allan

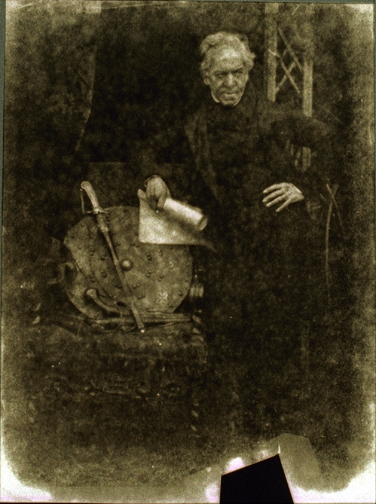
William Allan

Sir William Allan RA (* 1782 in Edinburgh; † 23. Februar 1850 Edinburgh) war ein schottischer Zeichner und Maler.

## Leben
Der in Edinburgh als Sohn eines Beamten aufgewachsene Allan absolvierte eine Lehre bei dem dortigen Kutschenmaler Crichton. Er studierte anschließend zusammen mit David Wilkie (1785–1841), James M. Burnet (1788–1816) und Alexander Fraser (1786–1865) in Edinburgh an der Trustee's Academy bei John Graham. Um 1800 ging er nach London, wo er möglicherweise an der Royal Academy of Arts studierte. Erste Ausstellungen endeten mit Misserfolgen, worauf er 1805 nach Sankt Petersburg reiste, durch einen Beinahe-Schiffbruch aber in Memel landete. Dort malte er einige Porträts und knüpfte Kontakte. In St. Petersburg wendete er sich an Sir Alexander Crichton, den Bruder eines seiner Edinburgher Gönners, Colonel Crichton. Dieser war Leibarzt des Zaren mit besten Verbindungen zur Gesellschaft, dies verhalf ihm zu einigen Porträtaufträgen und Crichton protegierte ihn.

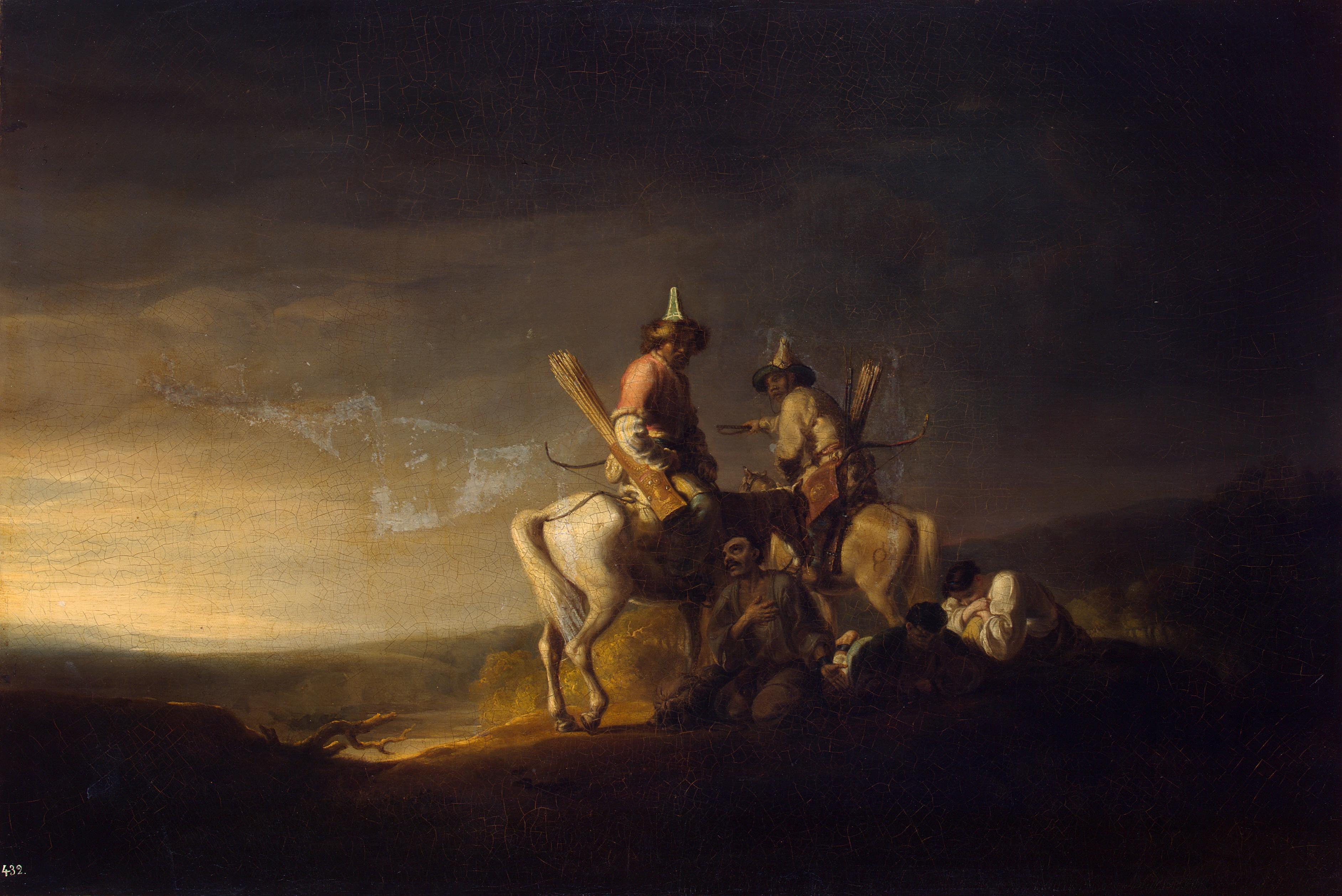
Baschkiren, Eremitage, (1814)

Allan lernte russisch und unternahm Reisen an die Schwarzmeerküste, die Krim und bis zu den Siedlungsgebieten der Tataren, Tscherkessen und Türken. Er verfertigte Skizzen, in denen er das exotische Umfeld festhielt, und sammelte dabei die dortigen Waffen und Kostüme.
1809 schickte er sein Gemälde Russian Peasants keeping their Holiday (Russische Bauern am Feiertag) auf die Jahresausstellung der Royal Academy nach London. Da sein Bild keinen Anklang fand, beteiligte er sich längere Zeit nicht mehr an den dortigen Ausstellungen. Seine für 1812 geplante Rückkehr nach England wurde durch die Invasion Napoleons und den Ausbruch des Kriegs verhindert, so dass er sich erst 1814 wieder in seiner Heimatstadt Edinburgh niederlassen konnte, wo er ein eigenes Atelier eröffnete.
Dort verwertete er seine Skizzen zu exotischen Gemälden, z. B. 1816 The Sale of Circassian Captives to a Turkish Bashaw (Der Verkauf tscherkessischer Gefangener an einen türkischen Pascha), das durch einen Stich von James S. Stewart (1791–1863) bekannt wurde. Mit seinen exotischen Motiven erzielte er zwar Aufmerksamkeit aber kaum Anerkennung, und nur die Unterstützung von Sir Walter Scott (1771–1832), mit dem er sich angefreundet hatte, verhalf ihm zu einigem Erfolg.
Wohl auf Anregung von Scott wandte er sich der Historienmalerei zu und malte Szenen aus dessen Novellen sowie Episoden aus der schottischen Geschichte, die sich auch erfolgreich verkaufen ließen.
1826 bis 1844 wurde Allan Lehrer an der Trustee's School in Edinburgh und als Associate an die Royal Academy of Arts in London berufen, deren Mitglied er ab 1825 war. Dort gab er auch ab 1832 Abendkurse, 1835 wurde er ordentliches Mitglied der Academy. Im Jahr 1837 wurde er zum Präsidenten der Royal Scottish Academy berufen und 1842 zum Ritter geschlagen.
Seit 1829 unternahm er erneute Reisen nach Italien, Griechenland und die Türkei. Nach seiner Rückkehr 1830 entstanden Bilder nach dortigen Motiven wie das Gemälde Slave Market (Der Sklavenmarkt) (Nachstich von William Giller).
1841 erfolgte eine erneute Reise nach St. Petersburg, ebenso 1844/1845, wo er vom Zaren beauftragt wurde, ein Gemälde nach dem Motiv Peter the Great teaching his Subjects the Art of Shipbuilding (Peter der Große lehrt seine Untertanen die Kunst des Schiffbaus) zu malen.
Allans Bedeutung als Maler beruht vor allem auf der Einführung exotischer Motive, seiner frühen anregenden Wirkung auf die schottische Historienmalerei und seine Tätigkeit als Lehrer. Er hatte zahlreiche erfolgreiche Schüler, darunter William Bell Scott, George Harvey, James Drummond, Erskine Nicol, John Crawford Wintour, Thomas Duncan und John Adam Houston.
Vom 30. Juni bis zum 6. Oktober 2001 hat das City Art Centre in Edinburgh eine Ausstellung mit dem Titel „Sir William Allan: artist, adventurer“ veranstaltet (Katalog siehe Literatur).

## Gemälde (Auswahl)
- Russian Peasants keeping their Holiday (Russische Bauern begehen den Feiertag), um 1809
- Bashkirs (Baschkiren), 1814, St. Petersburg, Eremitage
- Frontier Guard (Grenzwache), 1814, St. Petersburg, Eremitage
- The Sale of Circassian Captives to a Turkish Bashaw (Der Verkauf tscherkessischer Gefangener an einen russischen Pascha), 1816
- Tartar Robbers dividing Spoil (Tartarische Räuber teilen die Beute), 1817, Tate Gallery London
- John Knox admonishing Mary Queen of Scots (John Knox rügt Queen Maria), 1823
- The Regent Murray shot by James Hamilton of Bothwellhaugh (Der Earl of Moray wird von James Hamilton of Bothwellhaugh erschossen), gegen 1825, Woburn Abbey
- The Black Dwarf (Der schwarze Zwerg), 1827, Scottish National Gallery
- Lord Byron in a Turkish Fisherman's House after swimming across the Hellespont (Lord Byron im Hause eines türkischen Fischers nach der Durchschwimmung des Hellespont), 1831
- Slave Market (Der Sklavenmarkt), 1838, Edinburgh, Scottish National Gallery
- The Signing of the National Covenant in Greyfriars Kirkyard, Edinburgh, City Art Centre,
- The Recovery of the stolen Child, Öl, 1841, Aberdeen, Art Gallery
- Peter the Great teaching his Subjects the Art of Shipbuilding (Peter der Große lehrt seine Untertanen die Kunst des Schiffbaus), 1845, ehemals St. Petersburg, im Winterpalais der Eremitage, verschollen
- The Battle of Waterloo (Die Schlacht bei Waterloo), 1845, Sandhurst, Royal Military Academy.

## Zeichnungen und Aquarelle, Skizzen
- Portrait William Bewick. Kreide, 1824, National Portrait Gallery

Werke von William Allan befinden sich im Britischen Museum London, Departement of Prints and Drawings; in der Art Gallery Aberdeen und der Scottish National Gallery.